# Slatoust
Slatoust (russisk: Златоуст, tr. Slatoust) er en by i Tjeljabinsk oblast i Urals føderale distrikt i Den Russiske Føderation. Byen ligger 110 kilometer vest for Tjeljabinsk og har 158.597 (2024) indbyggere.
Slatoust blev grundlagt i 1754 og ligger i de centrale Uralbjerge ved floden Ai.
I Slatoust findes vigtige metalværker, urfabrik og en berømt klingefabrik.
Slatoust ligger ved hovedvej  M5 og er forbundet med resten af Rusland via Den transsibiriske jernbane.

## Kendte personer fra Slatoust
- Boris Sjaposjnikov - Sovjetisk marskal
- Anatolij Karpov - Tidligere skakverdensmester